# يوليا بيدرمان
جوليا بيدرمان (بالألمانية: Julia Biedermann)‏ هي ممثلة ألمانية، ولدت في 15 مارس 1967 ببرلين في ألمانيا.

## أعمال

### مسلسلات
- مارينهوف

## وصلات خارجية
- يوليا بيدرمان على موقع IMDb (الإنجليزية)
- يوليا بيدرمان على موقع ألو سيني (الفرنسية)
- يوليا بيدرمان على موقع أول موفي (الإنجليزية)
- يوليا بيدرمان على موقع قاعدة بيانات الأفلام السويدية (السويدية)
- يوليا بيدرمان على موقع قاعدة بيانات الفيلم (الإنجليزية)
- يوليا بيدرمان على موقع كينوبويسك (الروسية)